# Listă de filme științifico-fantastice din anii 1920
| 1920                  |                             |                                                                     |                                                       |             |
| Algol                 | Hans Werckmeister           | Emil Jannings, John Gottowt, Hans Adalbert Schlettow                | Germania                                              |             |
| The Invisible Ray     | Harry A. Pollard            | Ruth Clifford, Jack Sherrill, Sidney Bracey                         | Statele Unite ale Americii                            | Film serial |
| 1921                  |                             |                                                                     |                                                       |             |
| L'uomo meccanico      | Andre Deed                  | Gabriel Moreau, Valentina Frascaroli, Fernando Vivas-May            | Italia                                                |             |
| 1922                  |                             |                                                                     |                                                       |             |
| The Man from Beyond   | Burton L. King              | Harry Houdini, Arthur Maude, Albert Tavernier, Erwin Connelly       | Statele Unite ale Americii                            | [ 1 ]       |
| 1923                  |                             |                                                                     |                                                       |             |
| Black Oxen            | Frank Lloyd                 | Corinne Griffith, Conway Tearle, Clara Bow                          | Statele Unite ale Americii                            |             |
| 1924                  |                             |                                                                     |                                                       |             |
| Aelita                | Yakov Protazanov            | Yuliya Solntseva, Igor Ilyinsky, Nikolai Tsereteli                  | Uniunea Republicilor Sovietice Socialiste             |             |
| The Last Man on Earth | John G. Blystone            | Buck Black, Maurice Murphy, William Steele                          | Statele Unite ale Americii                            |             |
| 1925                  |                             |                                                                     |                                                       |             |
| The Lost World        | Harry Hoyt                  | Bessie Love, Lewis Stone, Wallace Beery, Lloyd Hughes, Alma Bennett | Statele Unite ale Americii                            |             |
| Luch Smerti           | Lev Kuleshov                | Porfiri Podobed, Vsevolod Pudovkin, Alexandra Khokhlova             | Uniunea Republicilor Sovietice Socialiste             | [ 2 ] [ 3 ] |
| Paris Qui Dort        | René Clair                  | Madeleine Rodrigue, Myla Seller, Henri Rollan                       | Franța                                                | Comedie SF  |
| The Power God         | Francis Ford, Ben F. Wilson | Ben Wilson, Neva Gerber, Mary Crane                                 | Statele Unite ale Americii                            | Film serial |
| Wunder Der Schöpfung  | Hanns Walter Kornblum       | Paul Bildt, Willy Kaiser-Heyl, Theodor Loos, Oscar Marion           | Germania                                              | [ 6 ]       |
| 1927                  |                             |                                                                     |                                                       |             |
| Metropolis            | Fritz Lang                  | Alfred Abel, Gustav Froehlich, Rudolf Klein-Rogge, Theodor Loos     | Germania                                              |             |
| 1928                  |                             |                                                                     |                                                       |             |
| Alraune               | Henrik Galeen               | Brigitte Helm                                                       | Germania                                              |             |
| 1929                  |                             |                                                                     |                                                       |             |
| High Treason          | Maurice Elvey               | Benita Hume, Basil Gill, Jameson Thomas, Milton Rosmer              | Regatul Unit al Marii Britanii și al Irlandei de Nord | [ 7 ]       |
| Insula misterioasă    | Lucien Hubbard              | Lionel Barrymore, Jane Daly, Lloyd Hughes                           | Statele Unite ale Americii                            |             |
| Femeia în lună        | Fritz Lang                  | Klaus Pohl, Willy Fritsch, Gerda Maurus, Fritz Rasp                 | Germania                                              |             |